# Rechtsirrtum
Der Rechtsirrtum ist ein Begriff des Strafrechts Österreichs und der Schweiz (siehe: Verbotsirrtum#Österreich und Schweiz), ist ein Begriff im Zivilrecht Deutschlands und war ein Begriff des Strafrechts Deutschlands.
Im Strafrecht Österreichs ist der Rechtsirrtum in § 9 StGB normiert.
Im Zivilrecht Deutschlands gilt der Grundsatz, dass der Schuldner das Risiko eines Irrtums über die Rechtslage trägt. Dies ist ausnahmsweise dann nicht der Fall, wenn dieser Irrtum unverschuldet ist, woran strenge Anforderungen gestellt werden. Unverschuldet ist insbesondere „bei Änderung einer feststehenden höchstrichterlichen Rechtsprechung das Vertrauen auf die bisherige Rechtsprechung“.
Im Strafrecht Deutschlands unterschied die Rechtsprechung des Reichsgerichts zwischen Tatsachenirrtum, außerstrafrechtlichem Rechtsirrtum und strafrechtlichen Rechtsirrtum. Danach war der außerstrafrechtliche Rechtsirrtum wie ein Tatsachenirrtum zu behandeln (ergänze: also relevant) und ein strafrechtlicher Rechtsirrtum irrelevant. Diese Rechtsansicht wurde spätestens mit dem Beschluss des Großen Senates in Strafsachen des Bundesgerichtshofes vom 29. Mai 1961 aufgegeben.
Nach aktueller Rechtsauffassung sind ebenfalls nicht alle Rechtsirrtümer ein den Vorsatz nicht ausschließender Verbotsirrtum. Stattdessen können auch manche Rechtsirrtümer den Vorsatz gemäß § 16 StGB als Tatumstandsirrtum ausschließen, nämlich wenn sie auf Tatbestandsebene die Bedeutungskenntnis „mitsamt ihrer sozialen Bedeutung“ betreffen. Als Beispiel für einen solchen relevanten Rechtsirrtum wird der Fall genannt, dass jemand einem geflüchteten Unfallfahrer ein falsches Alibi gibt (vgl. Strafvereitelung), wobei er meint, bei Verkehrsunfallflucht handele sich um eine bloße Ordnungswidrigkeit und nicht um eine Straftat. Ähnlich lässt bei Begünstigung die Annahme, die Vortat sei keine Straftat, den Vorsatz entfallen.